# The Day of the Triffids (2009)
The Day of the Triffids is een tweedelige televisieserie uit 2009 van BBC One, gebaseerd op het gelijknamige boek van de Britse auteur John Wyndham De serie werd in december 2013 uitgezonden op het Vlaamse 2BE.

## Verhaal

### Aflevering 1
Triffids zijn grote vleesetende planten die in het oerwoud van Zaïre leven. De planten zijn in staat om zich voort te bewegen en hebben een zekere intelligentie. Ze hebben een lange giftige stekel waarmee ze hun prooi doden. De plant tracht meestal om zijn slachtoffer blind te maken door met de stekel hard op de ogen te slaan. Ook wordt op dat ogenblik het gif ingespoten. Zodra het gif in de bloedbaan komt, is de kans dat het slachtoffer de aanval overleeft miniem.
Bill Masen noemt zichzelf een expert in het onderzoek naar triffids. Als kleine jongen woonde hij met zijn ouders in Zaïre. Zij deden baanbrekend onderzoek: de triffids maken een alternatieve, ecologische olie aan. Echter kwam zijn moeder te sterven na een aanval van een triffid. Zijn vader maakte nooit tijd vrij voor zijn zoon, waardoor beiden elkander al jaren niet meer hebben gezien.
De triffids worden anno 2009 wereldwijd ingezet in streng bewaakte energiebedrijven en kweekplantages. Dankzij de triffids is de verdere opwarming van de aarde ook afgewend. Omdat men weet dat de planten gevaarlijk zijn, worden de mannelijke en vrouwelijke planten ver van elkaar gescheiden om de voortplanting onder controle te houden. Verder werden de planten genetisch gemanipuleerd zodat het rendement werd verhoogd en de plant ook koude kan overleven. Om geen paniek te veroorzaken, weet de buitenwereld enkel dat de olie komt van triffids, maar wordt hun verdere gedrag verzwegen.
Op een dag breekt een activist in in een plantage voor mannelijke planten niet ver van Londen. Tijdens zijn arrestatie wordt Bill Masen geraakt door een triffid omdat hij zijn veiligheidsbril niet droeg. Bill wordt overgebracht naar het lokale ziekenhuis voor een oogoperatie. Volgens de dokter zal Bill het meer dan waarschijnlijk overleven en zal hij terug kunnen zien omdat de aanval van een zeer jonge plant kwam. Door deze operatie dient Bill enige tijd een verband rond zijn ogen te houden. Hierdoor mist hij de massale eruptie van zonnevlammen wat over de ganse wereld te zien is. De eruptie heeft een ongewenst effect: het licht is zo helder dat iedereen die zijn ogen geopend heeft, permanent blind wordt. Wanneer Bill de volgende dag zijn verband verwijderd, is Londen in een post-apocalyptische stad veranderd vol blinde mensen. Bill ontmoet de bekende Britse radiopresentatrice Jo die ook niet werd verblind door de eruptie. Bill realiseert zich dat wanneer de stroom uitvalt, de triffids kunnen ontsnappen uit de plantages en fabrieken. Zijn grootste zorg is dan ook om de mensen te informeren wat een triffid in werkelijkheid is en hoe men de plant kan herkennen aan de geluiden die het maakt. Daarvoor doet hij beroep op Jo die het bericht via de radio dient te verspreiden. Zij is zo gekend door de Britse bevolking dat iedereen haar wel zal geloven. Nadat ze het gebouw verlaten, worden ze opgepakt door een militaristische organisatie met aan het hoofd Torrence. Torrence heeft zichzelf uitgeroepen tot de nieuwe bestuurder van Londen en is een echte dictator. Hij en onder andere zijn kompaan Coker hebben beslist dat iedereen die nog ziet, moet zorgen voor een blinde persoon. Daarom worden beiden met handboeien aan elkaar gekoppeld. De organisatie beslist om een nabijgelegen stockageplaats van voedsel leeg te plunderen. Ondanks Bill Torrence tracht te overtuigen dat men eerst iets moet doen tegen de triffids, heeft Torrence hier geen oor naar. Tijdens de plundering is er een eerste aanval van de triffids waarbij een aantal personen om het leven komen.

### Aflevering 2
Torrence vindt dat Bill en Coker lastposten zijn en hij geeft zijn manschappen de opdracht om hen 's nachts in het bos te dumpen. Aan Jo geeft hij de opdracht om een radiobericht te verspreiden met daarin de boodschap dat mensen massaal naar Londen moeten komen omdat ze daar veilig kunnen leven onder het bewind van Torrence. Bill en Coker worden bijna gedood door de triffids, maar kunnen ontsnappen. Daarbij komt dat Bill tijdens het gevecht met Torrence's handlangers een kogel in zijn schouder kreeg. Tijdens hun vlucht komen ze terecht in het klooster van adbis Durrant. Daar wordt de kogel uit Bill zijn schouder verwijderd en moet hij enkele dagen rusten. Hoewel het klooster een veilige plaats is, merkt Bill op dat men bijen kweekt. Dit is een regelrechte ramp omdat de bijen stuifmeel verspreiden waardoor de triffids zich ongecontroleerd kunnen voortplanten. Verder merkt hij ook op dat de triffids rondom het klooster opmerkelijk inactief zijn en hij het vreemd vindt dat zij het klooster niet trachten aan te vallen. Volgens de abdis komt dit door hun gebeden en het feit dat zij zeer dicht bij de natuur leven en elke vorm van leven belangrijk vinden. Priester Thomas verlaat niet veel later het klooster: hij gaat op bedevaart om mensen aan te raden om naar het veilige klooster te komen. De volgende dag vertrekt ook Bill om naar het plaatsje Shirning te gaan waar zijn vader leeft. Wellicht kent hij een remedie om de triffids te verslaan. Op zijn toch komt hij de dode lichamen tegen van enkele inwoners van het klooster, waaronder vader Thomas. Bill keert terug naar het klooster omdat hij nu weet waarom de triffids dit niet aanvallen. De abdis stuurt regelmatig een uitverkorene op bedevaart, maar in werkelijkheid worden zij geofferd aan de Triffids. Wanneer Bill dit verhaal kenbaar maakt en moeder overste bevestigt dat dit de enige manier is om te overleven, wordt zijzelf verbannen.
Bill hervat de tocht naar Shirning en ontmoet onderweg de kinderwezen Imogen en Susan. Zij gaan met hem mee naar Shirning. Onderweg worden zij gestopt door een mysterieuze man die uiteindelijk de vader van Bill blijkt te zijn: Dennis. Hij neemt hen mee naar Shirning. Tot zijn verbazing vindt Bill in zijn vader's huis Jo. Zij was eerder ontsnapt omdat ze doorhad dat Torrence een egoïstische dictator en leugenaar is. Daarom verspreidde ze net voor haar vertrek nog een radiobericht dat mensen niet naar Londen mogen komen. Dennis kent een methode om de triffids te verlaan: via genetische manipulatie kan hij de vrouwelijke plant zo modifiëren zodat ze onvruchtbaar wordt zodra ze mannelijk zaad ontvangt. Dennis heeft in zijn laboratorium al een vrouwelijke plant, maar nu heeft hij nog het zaad nodig van een mannelijke plant. Hoewel Bill dit een absurd plan vindt, gaat hij toch op zoek naar het hoofd van een mannelijke plant waarin hij slaagt, hoewel hijzelf en Imogen tijdens de actie bijna omkomen.
Bill heeft altijd al vermoed dat de triffids met elkaar communiceren. Hij heeft een MP3-speler met daarop geluiden van de triffids, maar is er nog steeds niet in geslaagd om dit te decoderen. Dennis deelt een andere mening, hoewel hij toegeeft dat zijn vrouw destijds ook dacht dat de planten met elkaar spraken. Daarop neemt Dennis een doos met muziekbanden die vol met triffidgeluiden staan. Plots komt een helikopter aangevlogen. De piloot laat briefjes vallen met daarop de melding om te verhuizen naar het eiland Wight. Blijkbaar kunnen de triffids niet zwemmen en is het eiland een veilige schuilplaats. Op dat ogenblik is Dennis in zijn laboratorium om de vrouwelijke triffid te voederen. Plots wordt Dennis aangevallen door de triffid. Hij roept nog om hulp, maar wanneer Bill arriveert, is het gif al in Dennis zijn bloedbaan terechtgekomen. Het enige wat Dennis nog zegt, is dat hij moet toegeven dat triffids kunnen communiceren en dat deze aanval werd uitgelokt door een van de geluidsbanden die hij zonet had opgezet. Daarop sterft hij.
In Londen hebben de manschappen van Torrence het dossier en de adresgegevens van Dennis Masen gevonden. Zij beslissen om onmiddellijk naar Shirning te vertrekken om Dennis te kunnen vragen hoe ze de triffids kunnen uitschakelen. Omdat Dennis reeds dood is en Bill niet wil zeggen hoe de triffids te verslaan, geeft Torrence hem bedenktijd tot de volgende dag. Indien er dan geen oplossing is, zullen Imogen en Susan worden gedood. Bill heeft een idee: ze moeten zoveel mogelijk triffids lokken naar het huis. Terwijl Torrence en zijn manschappen deze bestrijden, zullen zij vluchten al weet Bill niet hoe. Daarop plaatst een van de meisjes de MP3-speler buiten. Enkele uren later is het huis omsingeld door honderden planten. Daarop start Torrence een tegenaanval en geeft hij Troy de opdracht om Bill, Jo en de kinderen te doden. Deze laatsten staan op het punt te vluchten, maar worden tegengehouden door Troy. Zij kunnen hem echter overtuigen om mee te vluchten en Torrence te doen geloven dat zij dood zijn.
Bill herinnert zich plots een oud ritueel uit Zaïre. Met behulp van een masker, waarvan Dennis eentje in zijn laboratorium heeft, en het gif van een mannelijke triffid kan men een markering op het ooglid aanbrengen dat de triffids in verwarring brengt waardoor zij niet aanvallen. Zo kunnen ze uit het huis ontsnappen en zich zonder problemen tussen het plantenleger begeven. Echter worden ze opgemerkt door Torrence die hen tracht te doden. Ook hij begeeft zich tussen de planten. Omdat hij geen markering heeft, wordt hij aangevallen en gedood door de planten.
In de laatste scene zitten Bill, Jo, Susan, Imogen en Troy in een bootje op weg naar Wright.